# Въоръжени сили на Чехия
Въоръжените сили на Чешката Република (на чешки: Armáda České republiky, Армия на Чешката република) включват сухопътните войски, военновъздушните сили и подразделения за поддръжка. От края на 1940-те години до 1989 г. Чехословашката народна армия (около 200 000) е един от стълбовете на Организацията на Варшавския договор. След разпадането на Чехословакия Чехия реорганизира и намалява числеността на въоръжените сили, който процес се засилва след присъединяването на Чехия към НАТО, 12 март 1999 г.

## История
Когато избухва Първата световна война множество чехи, мобилизирани в Имперско-кралската австроунгарска армия се предават доброволно в плен на Антантата, тъй като отказват да се бият за властта, която ги потиска. Във френската и италианската армии са формирани чехословашки подразделения, известни като Чехословашки легиони, но най-многобройният Чехословашки легион е формиран в руската царска армия, допълнително мотивиран и от панславянската идея. Той се утвърждава като едно от най-боеспособните съединения на Временното руско правителство и до избухването на Октомврийската революция Легионът достига състав от две пехотни дивизии по четири стрелкови полка и численост до 40 000 души. В хаоса на набиращата сила гражданска война в Русия чехословашките части стават неуправляеми за болшевиките и след като отказват да се подчинят на болшевишката заповед да се разоръжат през май 1918 г. започват да воюват за себе си, плячкосвайки и събирайки откупи както от местното население, така и червеногвардейците и белоармейците. Това се подсилва и от създаването на Чехословашка държава на 28 октомври 1918 г. и бойците от легионите желаят най-вече да се приберат в родината си. Легионерите стигат с бой до Владивосток, отхвърляйки местния болшевишки съвет и обявявайки града за протекторат на Съюзниците. След това по-голямата част от тях се отправя обратно на запад по Транссибирската железопътна линия. Генерал-майор Станислав Чечек, командир на 1-ва Легионерска дивизия декларира за основна цел на чехословашките легиони възстановяването на Източния фронт на Антантата срещу Германия и Австро-Унгария. Ролята на Чехословашките легиони в Руската гражданска война е особено голяма, тъй като именно те залавят лидера на Белогвардейското движение адмирал Александър Колчак и го предават (в замяна на свободно преминаване на изток) на леви есерски и меншевишки радикали, които го екзекутират в началото на 1920 г. Отстраняването на водача на движението до голяма степен предрешава изхода на войната. До края на 1920 г. чехословашките легионери са евакуирани от Русия през Владивосток и през Съединените щати се прибират в родината си, където създават Легионерска банка, влагайки капиталите си, заграбени в хода на Руската гражданска война. Сред легионерите е и известният чешки писател Ярослав Хашек.
Чехословашките въоръжени сили са формирани на 30 юни 1918 г. на базата на 6000 членове на Чехословашките легиони, създадени през 1914 г. и участвали в Първата световна война на страната на Антантата. Военните успехи на Чехословашките легиони на френския, италианския и особено руския фронтове се превръщат в един от основните аргументи, на политическите дейци на чехословашката независимост, които биха могли да използват, за да спечелят подкрепа за на независимостта на страната. Още преди изтеглянето на основната част от Чехословашките легиони от Русия през 1920 г., между новосъздадените Полска и Чехословашка държави избухва война (Седемдневната война между 23 и 30 януари 1919 г., прекратена под натиска на Върховната комисия на Антантата) и завърналите се от Русия, Франция и Италия чехословашки ветерани формират основната част на чехословашката армия. В резултат на ограничения конфликт, взел около 150 жертви и още около 1500 души ранени и изчезнали областта Заолжие е разделена между двете държави, но най-вече в полза на Чехословакия. Това запазва враждебността между Прага и Варшава, потискана с посредничеството на Франция и Великобритания, тъй като те разчитат на сътрудничеството на тези две държави пред евентуалното възстановяване на германската военна мощ.
В периода от създаването на Чехословакия до анексирането ѝ от страна на Третия райх страната е в системата от договори известна като Малката Антанта заедно с Кралство Югославия и Кралство Румъния, насочена основно срещу възстановяването на политическата и военна мощ на победените в Първата световна война Австрия, Унгария и България. Високата индустриализация на Бохемия става основа за развитието на мощна военна индустрия основно в лицето на производители като Шкода, Авиа и Летов-Шмолник. Страната произвежда собствени леко стрелково оръжие, артилерийски системи, самолети, танкове, бронирани влакове и железобетонни фортификации. С идването на власт на Адолф Хитлер в Германия политиката ѝ във външен план открито поема в посока на присъединяването на териториите населени с германци към Райха. Това важи особено силно за трите и половина милиона судетски германци. С разпадането на Австро-Унгария те стават граждани на Чехословакия и участват в политическия живот на страната, но със започналата световна икономическа криза от 30-те години на XX век благосъстоянието им се влошава, безработицата се повишава и се засилва популярността на радикални политически сили.
В случая на Судетите това е судетската национал-социалистическа партия, която е верен сателит на германската едноименна партия. Територията, населявана с германско етническо мнозинство в границите на чешките земи представлява почти цялата погранична територия с Германия и Австрия и възлизаща на не по-малко от 30% от общата територия на Чехия. След успешно проведените операции по присъединяване на Рейнската област и Австрия към Райха, Адолф Хитлер отправя претенции и към Судетската област. Великобритания и Франция решават да окажат политически натиск върху чехословашкото правителство да се съгласи с немските претенции, осланяйки се и на уверенията от страна на Берлин, че ако те бъдат уважени, те ще са окончателни и така ще се избегне нова голяма война на континента.
В Мюнхен на 30 септември 1938 г. е подписано Мюнхенското споразумение, с което Судетите в голямата си част се предават на Германия (заедно с мощните погранични фортификации, построени за отразяването на евентуална германска агресия). Това е само началото на разпада на първата Чехословакия и в рамките на половин година тя изчезва от картата на Европа след като Полша ултимативно настоява за и получава Тешинска Силезия, по-късно под германски натиск Чехословакия е принудена да даде автономия на Словакия и Западна Рутения, а след като под нов ултиматум предава словашките територии, населени преимуществено с унгарци и Западна Рутения на Кралство Унгария, Чехословакия е заличена като държава и от останките ѝ на 14 март 1939 г. е провъзгласена независима словашка държава, оглавявана от сепаратистките политици в Братислава. След като Третия райх окупира Чехословакия в началото на 1939 г. редица чехословашки подразделения вземат участие на страната на Полша в боевете с нахлулия Вермахт. След окупирането на Полша много от бойците им бягат във Франция, а след светкавичната победа на Райха и над Франция – във Великобритания. На Западния фронт чехите и словаците формират 1-ва Чехословашка бронетанкова бригада в състава на Британската армия и изтребителни авиоескадрили в състава на Кралските ВВС, а на Източния – 1-ви Чехословашки армейски корпус в състава на Червената армия.

### Чехословашките свободни сили и ВСВ (1941 – 1945 г.)
Докато по-голямата част от словашките военнослужещи на чехословашката армия преди 1939 г. се присъединяват към словашката армия на независимата Словашка република под управлението на Тисо, чешки кадри и немалко словаци остават лоялни на чехословашкото правителство в изгнание на Бенеш и се присъединяват към чехословашките войскови части, формирани от Съюзниците. На Източния фронт на базата на чехословашките военни, присъединили се към полската армия и след разгрома на Полша избягали в Съветския съюз е формирана 1-ва Чехословашка отделна стрелкова бригада (първоначално батальон). На неговата основа е формиран 1-ви Чехословашки стрелкови корпус, подчинен първоначално на 3-та Танкова армия, а впоследствие на 1-ви Украински фронт на Червената армия. Постепенно корпусът нараства от една на пет бригади:
- 1-ва Чехословашка отделна стрелкова бригада (формирана през май 1943 г.)
- 2-ра Чехословашка отделна въздушно-десантна бригада (формирана през май 1943 г.)
- 3-та Чехословашка отделна стрелкова бригада (формирана през юни 1944 г.)
- 1-ва Чехословашка отделна танкова бригада (формирана през август 1944 г.)
- 4-та Чехословашка отделна стрелкова бригада (формирана през февруари 1945 г.)

Освен тях и поддържащите ги подразделения, към Корпуса е прикрепен и
- 1-ви Чехословашки отделен изтребителен авиополк (формиран през юни 1944 г.), прераснал през декември 1944 г. в
- 1-ва Отделна смесена чехословашка авиодивизия (в състав от два изтребителни и един щурмови авиополк).

От тях с най-голяма численост на словаци е 2-ра Въздушно-десантна бригада, формирана от военнопленници от Словашката армия. Бригадата дори десантира в Източна Словакия през лятото на 1944 г., за да подкрепи участниците в Словашкото народно въстание, но след като претърпява значителни бойни загуби и въстанието е потушено, остатъците ѝ преминават линията на фронта, присъединявайки се към Корпуса и до края на войната бригадата воюва като редовна пехота.
На 10 май 1945 г. Корпусът навлиза в Прага, на 17 май в пълен състав провежда парад по улиците на столицата, а на следващия месец на негова база е формирана 1-ва Чехословашка народна армия.
На Западния фронт на Втората световна война чехословашкото правителство в изгнание също формира военни подразделения в състава на британските въоръжени сили. Първоначално това са ескадрили в състава на Кралските военновъздушни сили. Кралските ВВС са силно притиснати от Луфтвафе на Третия райх в Битката за Британия. Особено остър е недостигът на подготвени бойни пилоти. Така с пилоти на бившите чехословашки ВВС, избягали от нацистката окупация, са формирани четири ескадрили в Кралските ВВС:
- Изтребително командване на КрВВС (RAF Fighter Co mmand)
  - 310-а Ескадрила (310 Squadron RAF, формирана на 29 юли 1940 г., разформирована на 15 февруари 1946 г., летяла на Hawker Hurricane и Supermarine Spitfire)
  - 312-а Ескадрила (312 Squadron RAF, формирана на 29 август 1940 г., разформирована на 15 февруари 1946 г., летяла на Hawker Hurricane и Supermarine Spitfire)
  - 313-а Ескадрила (313 Squadron RAF, формирана на 10 май 1941 г., разформирована на 15 февруари 1946 г., летяла на Supermarine Spitfire)
- Бомбардировъчно командване на КрВВС (RAF Bomber Co mmand)
  - 311-а Ескадрила (311 Squadron RAF, формирана на 29 юли 1940 г., разформирована на 15 февруари 1946 г., летяла на Vickers Wellington и Consolidated Liberator)

Освен тях в състава на Британската армия (British Army) първоначално на 1 ноември 1940 г. край Тел Авив, Британска Палестина, е формиран 11-и Чехословашки пехотен батальон – Изток (на английски: 11th Infantry Battalion – East, на чешки: 11. československý pěší prapor – Východní), който воюва в Сирия, Либия и Средиземноморието. По-късно на 7 април отново в Британска Палестина батальонът е разформирован, а личният състав включен в състава на 200е Лек зенитно-артилерийски полк, а през септември 1943 г. чехословашките военнослужещи в Британската армия формират
- 1-ва Чехословашка отделна бронирана бригада (на английски: 1st Czechoslovak Independent Armoured Brigade, на чешки: Československá samostatná obrněná brigáda, на словашки: Československá samostatná obrnená brigáda)

Бригадата влиза в Прага на 18 май 1945 г., осем дни след съветския 1-ви Чехословашки корпус.

### Чехословакия и Студената война
От 1945 до 1990 г. въоръжените сили са известни като Чехословашка народна армия (ČSLA). Чехословашката република установява стабилна парламентарна демокрация в годините между двете световни войни и след победата на Съюзниците във Втората световна война чехословашкото правителство в изгнание се завръща в Прага и възстановява тази форма на управление, а военнослужещите, сражавали се основно в британските въоръжени сили се завръщат в страната с идеята да се присъединят заедно с чехословашките части на 1-ви Отделен чехословашки корпус на Червената армия в новоизградена чехословашка войска. Това влиза в разрез с договореното между Рузвелт, Чърчил и Сталин следвоенно разпределение на Европа и чешките и словашките комунисти с тясната подкрепа на Москва правят всичко възможно да узурпират властта в Прага. В периода 1947 – 1948 г. те се разправят с останалите демократични партии и установяват еднопартийна диктатура, което принуждава техните дейци, голяма част от чешката и словашка буржоазия и западно-ориентираните граждани да емигрират. Това се случва в присъствието на съветски войски, разположени постоянно както в Чехословакия, така и в съседните Полша, Източна Германия и Унгария. Чехословашката народна република се присъединява към учредителките на Варшавския договор през 1956 г., но когато през 1967 и 1968 г. чехословашкото правителство под водачеството на Александър Дубчек предприема откриване на страната към Запада и установяване на „Социализъм с човешко лице“, страната на свой ред става жертва на интервенция от страна на съюзничките ѝ в Организацията на Варшавския договор в „Операция Дунав“. Нахлуването е пряко изражение на Доктрината „Брежнев“ (по името на лидера на Съветския съюз Леонид Брежнев), според която запазването на социалистическия строй е отговорност на всички страни в него и кога една социалистическа държава се отклони от него, другите имат задължението да се намесят и да прекъснат ревизионистката ѝ политика. От страна на Българската народна армия в операцията участва войскови контингент, формиран основно от 12-и и 22-ри Мотострелкови полкове.
Към 1987 г. от около 201 000 военнослужещи близо 145 000 са в състава на сухопътните войски. От тях 100 000 са наборни войници. Териториалната организация на въоръжените сили включва Западен (чешки) и Източен (словашки) военен окръг. Съответно от състава на сухопътните войски в Западния са разположени две армии с общо осем дивизии (1-ва с щаб в Пржибрам с една танкова и три мотострелкови дивизии и 4-та с щаб в Писек с две танкови и две мотострелкови дивизии), а в Източния е разположена Източната армия с щаб в Тренчин и 13-а и 14-а Мотострелкова дивизии.
Основните оръжейни системи през периода са съветско производство, но страната развива и силна собствена военна промишленост с продукти като производителя на тежкотоварни автомобили Татра, БТР OT-64 SKOT, авиостроителния комбинат Аеро Водоходи с учебно-бойните L-29 Делфин и L-39 Албатрос, РПГ Р-27 Pancéřovka, РСЗО RM-70 и т.н.
Към 1989 г. Чехословашката народна армия (Československá lidová armáda – ČSLA) се състои от Сухопътни войски, военновъздушни сили и части на централно подчинение:
МИНИСТЕРСТВО НА НАРОДНАТА ОТБРАНА (Ministerstvo národní obrany) (Прага)
- Генерален щаб на Чехословашката народна армия (Generální štáb Československé lidové armády) (Прага)
  - Сухопътни войски (Pozemní vojsko) (Прага)
    - Западен военен окръг (Západní vojenský okruh) (Чехия, щаб в Табор, оглавяван от Началника на ГЩ на ЧСНА)
      - 1-ва Армия (1. Armáda) (Пжибрам)
        - 1-ва Танкова дивизия (1. Tanková divize) (Слани)
        - 2-ра Мотострелкова дивизия (2. Motostřelecká divize) (Сушице)
        - 19-а Мотострелкова дивизия (19. Motostřelecká divize) (Тахов)
        - 20-а Мотострелкова дивизия (20. Motostřelecká divize) (Карлови Вари)
        - части и подразделения на армейско подчинение

      - 4-та Армия (4. Armáda) (Писек)
        - 4-та Танкова дивизия (4. Tanková divize) (Хавличкув Брод)
        - 9-а Танкова дивизия (9. Tanková divize) (Табор)
        - 3-та Мотострелкова дивизия (3. Motostřelecká divize) (Кромежиж)
        - 15-а Мотострелкова дивизия (15. Motostřelecká divize) (Ческе Будейовице)
        - части и подразделения на армейско подчинение

      - части и подразделения на окръжно подчинение

    - Източен военен окръг (Východní vojenský okruh) (Словакия, щаб в Тренчин, оглавяван от Заместник-началника на ГЩ на ЧСНА)
      - Източна армия (Východná armáda) (Тренчин)
        - 13-а Танкова дивизия (13. tanková divize) (учебна) (Тополчани)
        - 14-а Танкова дивизия (14. tanková divize) (учебна) (Прешов)

      - части и подразделения на окръжно подчинение

  - Военновъздушни сили (Vojenské letectvo) (Прага)
    - подразделения на пряко подчинение на ВВС
    - 10-а Въздушна армия (10. Letecká armáda) (Храдец Кралове)
      - 1-ва Изтребителна авиодивизия (1. Stíhací letecká divize) (Бехинье (до Табор))
      - 34-та Изтребително-бомбардировъчна авиодивизия (34. Stíhací bombardovací letecká divize) (Часлав)
      - подразделения на пряко армейско подчинение

  - Командване на Противо-въздушната отбрана на страната (Velitelství protivzdušné obrany státu) (Стара Болеслав)
    - 2-ра Дивизия за ПВО на страната (2. divize protivzdušné obrany státu) (Бърно)
    - 3-та Дивизия за ПВО на страната (3. divize protivzdušné obrany státu) (Жатец)
    - подразделения на пряко подчинение на командването

  - части и структури на централно подчинение

Освен тях на територията на Чехословашката народна република постоянно е разположена Централната група войски (Центральная группа войск – ЦГВ) на Съветската армия:
МИНИСТЕРСТВО НА ОТБРАНАТА НА СССР (Министерство обороны СССР) (Москва)
- Генерален щаб на Въоръжените сили на СССР (Генеральный штаб Вооружённых сил СССР) (Москва)
  - Главно командване на войските на западното направление (Главное командование войск Западного направления) (Легница, Полша)
    - Беларуски военен окръг (Белорусский военний округ) (Минск)
    - Прикарпатски военен окръг (Прикарпатский военний округ) (Лвов)
    - Балтийски флот на ВМФ на СССР (Балтийский флот ВМФ СССР) (Калининград)
    - Група съветски войски в Германия (Группа советских войск в Германии, от 1989 г. Западна група войски (Западная группа войск)) (Вюнсдорф, ГДР)
    - Северна група войски (Северная группа войск (СГВ)) (Легница, Полша)
    - ЦЕНТРАЛНА ГРУПА ВОЙСКИ (Центральная группа войск (ЦГВ))[8] (Миловице)
      - 28-и Армейски корпус (28-й Армейский корпус) (Оломоуц)[9]
        - 31-ва Танкова дивизия (31-я танковая Висленская Краснознамённая, орденов Суворова и Богдана Хмельницкого дивизия) (Брунтал)
        - 30-а Гвардейска мотострелкова дивизия (30-я гвардейская мотострелковая Иркутско-Пинская орденов Ленина и Октябрьской Революции, трижды Краснознамённая, ордена Суворова дивизия имени Верховного Совета РСФСР) (Зволен)
        - части и подразделения на корпусно подчинение

      - 15-а Гвардейска танкова дивизия (15-я Гвардейская танковая Мозырская Краснознамённая, ордена Суворова дивизия) (Миловице)
      - 18-а Гвардейска мотострелкова дивизия (18-я Гвардейская мотострелковая Инстербургская Краснознамённая, ордена Суворова дивизия) (Млада Болеслав)
      - 48-а Мотострелкова дивизия (48-я Мотострелковая Ропшинская ордена Октябрьской Революции, Краснознамённая дивизия имени М. И. Калинина) (Високе Мито)
      - части и подразделения на корпусно подчинение
      - Към Централната група войски оперативно е прикрепена:
        - 131-ва Смесена авиодивизия (131-я Смешанная авиационная дивизия) (Миловице, летище Божи Дар)

С края на Студената война и разпада на Организацията на Варшавския договор (ОВД) Централната група войски е изтеглена от територията на Чехословакия, като последните нейни части напускат територията на страната на 21 юни 1991 г. Чехословашката народна република е трансформирана във федерална република Чехо-Словакия, но противоречията между двете държавообразуващи части се засилват и ръководствата им решават да се разделят по мирен път, което става факт на 1 януари 1993 г.

### Чешка република
Армията на Чешката република е формирана на 1 януари 1993 г. след разделянето на Чехия и Словакия. Към тази дата числеността ѝ е около 90 000, след което започва поетапно съкращаване до около 65 000 през 1997 г., 63 601 през 1999 г. и до 35 000 през 2005 година. В същото време силите са модернизирани и преориентирани според новата отбранителна военна доктрина. От 2004 г., армията е изцяло професионална организация и задължителната военна служба е отменена. Към редовните военни сили се прибавя и Активен резерв.
Чешката република е член на Организацията на обединените нации, Организацията за сигурност и сътрудничество в Европа, на НАТО и на Европейския съюз. От 1990 г. чехословашката, а впоследствие и чешката армия участва в множество задгранични операции, като Пустинен щит и Пустинна буря, IFOR, SFOR, and EUFOR Althea, коалиционните сили в Ирак и Афганистан и т.н.
Към днешна дата чешката армия е считана от военни експерти за силно недофинансирана, с остър недостиг на бронирани наземни машини, бойни летателни апарати и дори амуниции и леко стрелково въоръжение.

## Структура

### Министерство на отбраната
Министерството на отбраната на Чешката република (Ministerstvo obrany České republiky) е органът на правителството, осигуряващ гражданския контрол върху въоръжените сили, които са неговата основна служба. Освен министъра, неговите заместници и политически кабинет, то включва:
- Генерален щаб на Армията на Чешката република (Generální štáb Armády České republiky)
- Военно разузнаване (Vojenské zpravodajství)
- Инспекторат на министъра на отбраната (Inspekce ministra obrany)
- Отдел за вътрешен одит (Odbor interního auditu)
- Отдел за сигурност (Odbor bezpečnosti, военно контраразузнаване)
- Военна полиция (Vojenská policie), командва се от бригаден генерал
  - Командване на охранителната служба на Военната полиция в Прага (Velitelství ochranné služby Vojenské policie Praha)
  - Командване на Военната полиция в Табор (Velitelství Vojenské policie Tábor)
  - Командване на Военната полиция в Оломоуц (Velitelství Vojenské policie Olomouc)
- Военноисторически институт (Vojenský historický ústav)
- Служба за надзор на обществените поръчки (Úřad dohledu nad akvizicemi)

Армията на Чешката република се състои от:
- Генерален щаб на АЧР (Прага)
  - служби и организации на пряко подчинение
  -  Сухопътни войски (Прага)
  -  Военновъздушни сили (Прага)
  - Сили за оперативна и тилова поддръжка

### Директорат на специалните сили на Министерството на отбраната
Директоратът на специалните сили на Министерството на отбраната (Ředitelství speciálních sil MO) е нова командна структура, която е предназначена да управлява, осигурява и развива специалните сили на Армията на Чешката република. Към момента на негово подчинение има едно подразделение с ранг на полк:

- 601-ва Група специални сили „Генерал Моравец“ (601. Skupina speciálních sil generála Moravce) (Простейов)

и две подразделения за поддръжка:
- Център за поддръжка на специалните сили (Centrum podpory speciálních sil)
- Авиационен отряд за специални операции (Letecký odřad speciálních operací) от състава на ВВС

### Сухопътни войски
Сухопътните войски (на чешки: Pozemní síly Armády České republiky или буквално Наземни сили на Армията на Чешката република) съставляват наземния компонент на въоръжените сили. Заедно с военновъздушните сили те са един от двата основни компонента (видове въоръжени сили) на армията.
Организация
Командване на сухопътните войски (Velitelství pozemních sil) (Прага), начело стои генерал-майор.
- 103-ти Център за Гражданско-военно сътрудничество (CIMIC) и психологически операции (PSYOPS) (103. Centrum CIMIC/PSYOPS) (Оломоуц)
- 4-та Бригада за бързо реагиране (4. Brigáda rychlého nasazení) (Жатец)
  - Щаб и щабна рота (Štáb a štábna rota) (Жатец)
  - 41-ви Механизиран батальон (41. Mechanizovaný prapor) (БМП Pandur II) (Жатец)
  - 42-ри Механизиран батальон (42. Mechanizovaný prapor) (БМП Pandur II) (Жатец)
  - 43-ти Парашутен батальон (43. Výsadkový prapor)(Хрудим)
  - 44-ти Лек моторизиран батальон (44. Lehký motorizovaný prapor) (Land Rover Kajman) (Йиндржихув Храдец)
- 7-а Механизирана бригада (7. Mechanizovaná brigáda) (Хранице)
  - Щаб и щабна рота (Štáb a štábna rota) (Хранице)
  - 71-ви Механизиран батальон (71. Mechanizovaný prapor) (БМП BVP-2) (Хранице)
  - 72-ри Механизиран батальон (72. Mechanizovaný prapor) (БМП BVP-2) (Пржаславице)
  - 73-ти Танков батальон (73. Tankový prapor) (T-72M4CZ) (Пржаславице)
  - 74-ти Лек моторизиран батальон (74. Lehký motorizovaný prapor) (Land Rover Kajman) (Бучовице)
- 13-и Артилерийски полк (13. Dělostřelecký pluk) (Йинце)
  - Щаб и щабна батарея (Štáb a štábna bateria) (Йинце)
  - 131-ви Артилерийски дивизион (131. Dělostřelecký oddíl) (152 mm SpGH DANA) (Йинце)
  - 132-ри Артилерийски дивизион (132. Dělostřelecký oddíl) (152 mm SpGH DANA) (Йинце)
  - Батарея за наблюдение, целеуказване и разузнаване (STAR) (Bateria STAR) (артилерийски радари ARTHUR) (Йинце)
  - Логистична рота (Logisticka rota) (Йинце)
- 53-ти Полк за разузнаване и радио-електронна война (53. Pluk průzkumu a elektronického boje) (Опава)
  - Щаб и щабна рота (Štáb a štábna rota) (Опава)
  - 102-ри Разузнавателен батальон (102. Průzkumný prapor) (Простейов)
  - 532-ри Батальон за радио-електронна война (532. Prapor elektronického boje) (Опава)
  - Център за войсково и специално разузнаване и наблюдение (ISR) (Centrum ISR) (Опава)
- 15-и Инженерен полк (15. Ženijní pluk) (Бехинье)
  - Щаб и щабна рота (Štáb a štábna rota) (Бехинье)
  - 151-ви Инженерен батальон (151. Ženijní prapor) (Бехинье)
  - 153-ти Инженерен батальон (153. Ženijní prapor) (Оломоуц)
- 31-ви Полк за ЯХБЗ (31. Pluk radiační, chemické, biologické ochrany) (Либерец)
  - Щаб и щабна рота (Štáb a štábna rota) (Либерец)
  - 311-и Батальон за ЯХБЗ (311. prapor radiační, chemické, biologické ochrany) (Либерец)
  - 312-и Батальон за ЯХБЗ (312. prapor radiační, chemické, biologické ochrany) (Либерец)
  - 314-и Център за предупреждение от оръжия за масово поразяване (314. Centrum výstrahy zbraní hromadného ničení) (Хостивице)
- 14-и Полк за логистична поддръжка (14. Pluk logistické podpory) (Пардубице)
  - Щаб и щабна рота (Štáb a štábna rota) (Пардубице)
  - 141-ви Снабдителен батальон (141. Zásobovací prapor) (Пардубице)
  - 143-ти Снабдителен батальон (143. Zásobovací prapor) (Липник над Бечвоу)
  - 142-ри Ремонтен батальон (142. Prapor oprav) (Клатови)

| Модел                                         | Производство          | Брой                  | Предназначение                                           | Снимка                | Бележки                                       |                       |
| Основни бойни танкове                         | Основни бойни танкове | Основни бойни танкове | Основни бойни танкове                                    | Основни бойни танкове | Основни бойни танкове                         | Основни бойни танкове |
| --------------------------------------------- | --------------------- | --------------------- | -------------------------------------------------------- | --------------------- | --------------------------------------------- | --------------------- |
| T-72M4CZ                                      | Чехия                 | 30                    | Основен боен танк                                        |                       |                                               |                       |
| T-72M1                                        | СССР                  | 93                    | Основен боен танк                                        |                       | Консервирани в резерв.                        |                       |
| Бойни машини на пехотата и бронетранспортьори |                       |                       |                                                          |                       |                                               |                       |
| Pandur II                                     | Австрия               | 107                   | БМП, БТР, специализирани варианти                        |                       | Още 20 поръчани.                              |                       |
| BVP-2                                         | Чехия                 | 185                   | БМП                                                      |                       |                                               |                       |
| BVP-1                                         | Чехия                 | 139                   | БМП                                                      |                       | Консервирани в резерв.                        |                       |
| BPzV, бронеразузнавателен вариант на BVP-1    | Чехия                 | 76                    | БРМ                                                      |                       |                                               |                       |
| Артилерия                                     |                       |                       |                                                          |                       |                                               |                       |
| 152 mm SpGH DANA                              | Чехия                 | 86                    | Самоходна гаубица                                        |                       |                                               |                       |
| M1982 PRAM-L 120 mm                           | Чехия                 | 85                    | Тежка буксирна минохвъргачка.                            |                       |                                               |                       |
| 120 mm минохвъргачка на база на BVP-1         | Чехия                 | 8                     | Тежка самоходна минохвъргачка.                           |                       |                                               |                       |
| Артилерийски радар ARTHUR                     | Швеция                | 3                     | Радар за управление на огъня и контрабатарейна стрелба   |                       |                                               |                       |
| Лекобронирани и небронирани машини            |                       |                       |                                                          |                       |                                               |                       |
| Land Rover Defender 110 TDi                   | Великобритания        | 114                   | Лек многоцелеви автомобил.                               |                       |                                               |                       |
| Land Rover Defender 130 Kajman                | Великобритания        | 79                    | Лека щурмова платформа за специалните сили.              |                       |                                               |                       |
| Tatra T 810                                   | Чехия                 | 586                   | Военнотранспортен камион от среден клас.                 |                       |                                               |                       |
| Tatra T815                                    | Чехия                 | 2700                  | Военнотранспортен камион от тежък клас.                  |                       | Версии на колесна база 4x4, 6x6, 8x8 и 10x10. |                       |
| ATF Dingo 2                                   | Германия              | 19                    | Брониран патрулен автомобил от среден клас.              |                       |                                               |                       |
| Iveco LMV                                     | Италия                | 120                   | Брониран патрулен автомобил от лек клас.                 |                       |                                               |                       |
| RBS 70                                        | Швеция                | 16                    | Преносим зенитно-ракетен комплекс за непосредствена ПВО. |                       |                                               |                       |

### Военновъздушни сили
Военновъздушните сили (на чешки: Vzdušné síly Armády České republiky или буквално Въздушни сили на Армията на Чешката република) съставляват авиационния компонент на въоръжените сили. Заедно с наземните сили те са един от двата основни компонента (видове въоръжени сили) на армията.
Организация
Командване на военновъздушните сили (Velitelství vzdušných sil) (Прага), начело стои генерал-майор.
- 21-ва „Зволенска“ Тактическа авиобаза (21. Základna taktického letectva) (Часлав)
  - Командване и щаб на авиобазата (Velení a štáb základny)
  - 21-во Тактическо авиационно крило (21. Křídlo taktického letectva)
    - 211-а Тактическа ескадрила (211. Taktická letka)
    - 212-а Тактическа ескадрила (212. Taktická letka)
    - 213-а Учебна ескадрила (213. Výcviková letka)
    - 214-а ескадрила за обслужване на авиационна техника (214. Letka oprav letecké techniky)

  - 215-а Ескадрила за поддръжка (215. Letka zabezpečení)
  - 216-а Ескадрила за логистична поддръжка (216. Letka logistické podpory)
- 22-ра „Бискайска“ Вертолетна авиобаза (22. Základna vrtulníkového letectva) (Намьещ над Ославоу)
  - Командване и щаб на авиобазата (Velení a štáb základny)
  - 22-ро Вертолетно авиационно крило (22. Křídlo vrtulníkového letectva)
    - 221-ва Вертолетна ескадрила (221. Vrtulníková letka)
    - 222-ра Вертолетна ескадрила (222. Vrtulníková letka)
    - 223-та Ескадрила за обслужване на авиационна техника (223. Letka oprav letecké techniky)

  - 224-та Ескадрила за команда поддръжка (224. Letka zabezpečení velení)
  - 225-а Ескадрила за поддръжка (225. Letka zabezpečení)
  - 226-а Ескадрила за логистична поддръжка (226. Letka logistické podpory)
- 24-та „Т. Г. Масарик“ Транспортна авиобаза (24. Základna dopravního letectva) (Praha – Kbely)
  - Командване и щаб на авиобазата (Velení a štáb základny)
  - 24-то Транспортно авиационно крило (24. Křídlo dopravního letectva)
    - 241-ва Транспортна ескадрила (241. Dopravní letka)
    - 242-ра Транспортна и специална ескадрила (242. Transportní a speciální letka)
    - 243-та Вертолетна ескадрила (243. Vrtulníková letka)
    - 244-та Ескадрила за обслужване на авиационна техника (244. Letka oprav letecké techniky)

  - 245-а Ескадрила за поддръжка (245. Letka zabezpečení)
  - 246-а Ескадрила за логистична поддръжка (246. Letka logistické podpory)
- 25-и Противовъздушен ракетен полк (25. Protiletadlový raketový pluk) (Страконице)
  - Командване и щаб (Velení a štáb)
  - 251-ви Противовъздушен ракетен дивизион (251. Protiletadlový raketový oddíl)
  - 252-ри Противовъздушен ракетен дивизион (252. Protiletadlový raketový oddíl)
  - Батальон за поддръжка (Prapor podpory)
- 26-и Полк за Управление, наблюдение и разузнаване (26. Pluk velení, řízení a průzkumu) (Стара Болеслав)
  - Командване и щаб (Velení a štáb)
  - 261-ви Център за наблюдение и известяване (261. Středisko řízení a uvědomování)
  - 262-ри Радиотехнически батальон (262. Radiotechnický prapor)
  - Ремонтна работилница за авиационни радионавигационни системи (Opravna leteckých radionavigačních systémů)
- Военно комендантство на летище Пардубице (Správa letiště Pardubice) (Пардубице)

| Модел                             | Производство       | Брой      | Предназначение                             | Снимка | Бележки                                                 |  |
| Бойни самолети и вертолети        |                    |           |                                            |        |                                                         |  |
| JAS 39 Gripen C/D                 | Швеция             | 14        | Многоцелеви лек изтребител.                |        | 12 бойни C, 2 учебно бойни D                            |  |
| Aero Vodochody L-159A/B ALCA      | Чехия              | 25        | Лек щурмовик.                              |        | 21 бойни А, 4 учебно-бойни В                            |  |
| Ми-24В                            | Русия              | 17        | Ударен вертолет.                           |        |                                                         |  |
| Спомагателни самолети и вертолети |                    |           |                                            |        |                                                         |  |
| PZL W-3 Sokół                     | Полша              | 10        | Лек многоцелеви вертолет.                  |        | Сделка с Полша за замяна с чешките МиГ-29/УБ.           |  |
| Ми-8                              | СССР               | 4         | Транспортен вертолет.                      |        |                                                         |  |
| Ми-17                             | СССР               | 5         | Транспортен вертолет.                      |        |                                                         |  |
| Ми-171Ш                           | Русия              | 16        | Транспортно-десантен вертолет.             |        | Сделка с Русия за сметка на руски външнотърговски дълг. |  |
| EADS CASA C-295M                  | Испания            | 4         | Военнотранспортен самолет.                 |        |                                                         |  |
| Let L-410 Turbolet                | Чехия              | 8         | Лек транспортен и аерофотографски самолет. |        |                                                         |  |
| AeroVironment RQ-11 Raven         | САЩ                | 2         | Лек БЛА                                    |        |                                                         |  |
| Training aircraft and helicopters |                    |           |                                            |        |                                                         |  |
| Aero Vodochody L-39C/ZA Albatros  | Чехия              | 9         | Реактивен учебно-тренировъчен самолет.     |        |                                                         |  |
| Zlin Z 142CAF                     | Чехия              | 8         | Витлов самолет за напреднало обучение.     |        | Държавно предприятие LOM Pardubice.                     |  |
| Eurostar EV97                     | Чехия              | 1         | Витлов самолет за основно обучение.        |        | Държавно предприятие LOM Pardubice.                     |  |
| PZL Mi-2 Kania                    | Полша              | 2         | Учебен вертолет.                           |        | Държавно предприятие LOM Pardubice.                     |  |
| Правителствен транспорт           |                    |           |                                            |        |                                                         |  |
| Airbus A319CJW                    | Франция · Германия | 2         | ВИП транспорт                              |        |                                                         |  |
| Bombardier Challenger 600         | Канада             | 1         | ВИП транспорт                              |        |                                                         |  |
| Зенитно-ракетни комплекси         |                    |           |                                            |        |                                                         |  |
| 2K12 Куб-M2                       | СССР               | 4 батареи | ЗРК от среден клас.                        |        |                                                         |  |
| 9K35 Стрела-10M                   | СССР               | 16        | ЗРК за близка ПВО.                         |        |                                                         |  |

### Секция за поддръжка на Министерството на отбраната
Секцията за поддръжка на Министерството на отбраната (Sekce podpory Ministerstva obrany (SPod MO)) е единното тилово командване на въоръжените сили. Командва се от генерал-майор и включва свързочни, логистични и медицински подразделения:
Директоратът на секцията е разположен в Прага и включва следните отдели:
- Отдел за логистика (Odbor logistiky)
- Отдел за комуникационни и информационни системи (Odbor komunikačních a informačních systémů)
  - Отделение за управление на честотния спектър (Oddělení správy kmitočtového spektra)
- Отдел за военна медицина (Odbor vojenského zdravotnictví)
- Отдел за административни дела (Odbor správních činností)
- Отделение за поддръжка за недвижимите имоти на МО (Oddělení podpory majetkového hospodáře)

На подчинение на секцията са следните подразделения:
- Агенция за КИС (Agentura komunikačních a informačních systémů), командва се от полковник
  - 10 свързочни центъра
- Агенция за логистика (Agentura logistiky) (Стара Болеслав), командва се от бригаден генерал
  - 5 центъра за съхранение и ремонт на техника и въоръжение
  - 2 регионални командвания за управление на транспорта
  - център за логистична поддръжка на агенцията
- Агенция за военна медицина (Agentura vojenského zdravotnictví) (Храдец Краловье), командва се от бригаден генерал
  - 7 центъра на здравните служби – в Бехинье, Храдец Краловье, Прага, Простейов, Вишков, Пржаславице и Жатец
  - 6-а Полева болница
  - 7-а Полева болница
  - Рота за болнична поддръжка
  - Отдел авиоспасителна алужба и спешна медицина на АЧР – Пилзен – Линье
  - Център за медицински материали – Бистрице под Хостинем
  - Военен киноложки център – Хотинье
  - Военномедицински институт
    - Катедра за превантивни грижи – Чешке Будейовице
    - Катедра за биологическа защита – Техонин

  - Военноветеринарен институт – Хлучин

### Учебно командване – Военна академия
Учебно командване – Военна академия (Velitelství výcviku – Vojenská akademie) е единната организация на въоръжените сили за специализация и преквалификация на кадрите. Командва се от полковник. Основно включва три подразделения:
- Военна академия Вишков (Velitelství výcviku – Vojenská akademie)
- Център за симулационни и тренажорни технологии (Centrum simulačních a trenažérových technologií)
- Международен център за летателно обучение (Mnohonárodní středisko leteckého výcviku)

### Активен резерв
Активният резерв (на чешки: Aktivní záloha) е съставен от военнослужещи резервисти, които подпомагат и попълват професионалните подразделения на Армията на Чешката република. Организиран е на териториален принцип, като във всяка област има Областно военно командване (krajské vojenské velitelství), отговарящо за набирането на кадри за резерва, организирането на военни учения и координиране на действията при бедствия и аварии с гражданските власти за оказване на помощ на населението. Като цяло във всяка чешка област (край) и в столицата Прага има по една лекопехотна резервна рота.
Организация
Областно военно командване Столица Прага (Praha)
- Пехотна рота на активния резерв Прага
- Група на военните капелани на активния резерв

Областно военно командване Средночешки край (Středočeský kraj)
- 121-ва Пехотна рота на активния резерв (Прага)

Областно военно командване Южночешки край (Jihočeský kraj)
- Пехотна рота на активния резерв Чешке Будейовице
- Спасителен взвод на активния резерв, прикрепен към 151-ви Инженерен батальон в Бехинье

Областно военно командване Южноморавски край (Jihomoravský kraj)
- 241-ва Пехотна рота на активния резерв (Бърно)

Областно военно командване Моравско-силезки край (Moravskoslezský kraj)
- Пехотна рота на активния резерв Острава

Областно военно командване Пилзенски край (Plzeňský kraj)
- 171-ва Пехотна рота на активния резерв (Пилзен)

Областно военно командване Устецки край (Ústecký kraj)
- Механизиран взвод на активния резерв, прикрепен към 41-ви Механизиран батальон в Жатец
- Пехотна рота на активния резерв Усти над Лабем

Областно военно командване Височински край (Kraj Vysočina)
- 191-ва Пехотна рота на активния резерв (Йихлава)

Областно военно командване Оломоуцки край (Olomoucký kraj)
- Танкова рота на активния резерв, прикрепена към 73-ти Танков батальон в Пржаславице
- Механизиран взвод на активния резерв, прикрепен към 72-ри Механизиран батальон в Пржаславице
- Разузнавателен взвод на активния резерв, прикрепен към 102-ри Разузнавателен батальон в Простейов
- Взвод „Z“ на активния резерв, прикрепен към 601-ва Група специални сили в Простейов
- Рота военна полиция на активния резерв, прикрепен към Командването на военната полиция в Оломоуц
- Пехотна рота на активния резерв Оломоуц

Областно военно командване Краловехрадецки край (Královéhradecký kraj)
- Пехотна рота на активния резерв Храдец Кралове

Областно военно командване Либерецки край (Liberecký kraj)
- Пехотна рота на активния резерв Либерец

Областно военно командване Пардубицки край (Pardubický kraj)
- Пехотна рота на активния резерв Пардубице

Областно военно командване Злински край (Zlínský kraj)
- Пехотна рота на активния резерв Злин

Областно военно командване Карловарски край (Karlovarský kraj)
- Пехотна рота на активния резерв Карлови Вари

Общо по щат числеността на Активния резерв възлиза на 2359 военнослужещи.

## Въоръжение
- Vz. 58 чехословашко копие на АК-47.
- CZ-805 BREN основното щатно леко стрелково оръжие на чешката армия.
- Чешки модернизационен пакет T-72M4 CZ.
- Чешка БМП BVP-2, лицензен вариант на съветската БМП-2, на парад в Прага, 28 октомври 2008 г.
- Колесна бойна машина Pandur II австрийско производство.
- Среден военен камион Tatra 810.
- Чешка самоходна 152 mm гаубица ShKH-77 Dana.
- Боен вертолет Ми-24В.
- Вертолет W-3A полско производство.
- Лек изтребител JAS 39С Gripen шведско производство.
- Чешки лек щурмовик L-159A ALCA.

## Висш команден състав
- Началник на Генералния щаб: армейски генерал Йозеф Бечварж
- Първи заместник-началник на Генералния щаб: генерал-майор Мирослав Жижка
- Заместник-началник на Генералния щаб, Началник-щаб: генерал-майор Бохуслав Дворжак
- Заместник-началник на Генералния щаб, Директор на Центъра за съвместни операции: генерал-майор Алеш Опата
- Заместник-началник на Генералния щаб, Инспектор на Армията на Чешката република: генерал-майор Франтишек Маленински
- Директор на Дирекция „Политики по поддръжка на въоръжените сили“: генерал-майор Павел Йевула
  - Централна военна болница, Прага
  - Военна болница, Бърно
  - Военна болница, Оломоуц
  - Институт за авиационна медицина, Прага
- Директор на Дирекция „Комуникационни и информационни системи на въоръжените сили“, Началник на Свързочния корпус на АЧР: Полк. Ян Каше
  - 6-и Комуникационен център
  - Научно-изпитателен и свързочен център 080
  - Агенция за развитие на информационни технологии
- Директор на Дирекция „Планиране на въоръжените сили“: генерал-майор полк. Франтишек Мичанек
- Директор на Дирекция „Разузнаване и Радиоелектронна война“: полк. Мирослав Жижка
  - Военен офис по география и хидрометеорология
- Директор по военновъздушни политики: полк. Йозеф Ота